# 楊播
杨播（453年—513年12月28日），字延庆，原字元休，自称是恒农郡华阴县（今陕西省华阴市）人，北魏官员。

## 生平
杨播原本表字为元休，太和年间，魏孝文帝元宏赐字更改。杨播的母亲王氏是文明太后的表姑。杨播少年时善良正派，奉养父母尽责尽礼，虚岁十五时被举荐为司州秀才，以内小为起家官，很快出任内行羽林中郎，屡次升任给事中，兼领内起部。杨播因为是皇室的外亲，一再获加给优厚的赏赐。杨播又以本官进釐北部尚书事务。魏孝文帝诏令杨播巡视北方边境，魏孝文帝亲自送他到门边，告诫用兵方略。太和十五年（491年），杨播出任员外散骑常侍、龙骧将军。北征都督。太和十六年（492年），杨播又加征虏将军，都督北蕃三鎮，跟随阳平王元颐出兵大漠以北讨伐柔然，大胜后返回。魏孝文帝嘉许杨播的功劳，赐给奴婢十人。同年秋天，杨播加武卫将军、中道都督，率领骑兵三万人，北出鸡鹿塞五千多里，再次追击柔然，到达居然山后返回。
太和十六年（492年）冬，北魏改创百官，杨播出任廷尉少卿、武卫将军如故。太和十七年（493年），魏孝文帝亲征南齐，杨播署理左将军，经常率领一万多骑兵保卫魏孝文帝。魏孝文帝到了洛阳后，在郏鄏建立都城，北魏迁都的计划，杨播也秘密的参与其中。杨播以左将军的身份和咸阳王元禧营造太极庙社殿库，又修造千金堨，引濲水和洛水灌溉京城。太和十八年（494年），杨播出任前将军，次年跟随魏孝文帝渡过淮河，前往寿春。太和十九年（495年）三月，北魏军队前进到钟离，司徒冯诞在留守大营中去世，魏孝文帝命令魏军撤退，诏令杨播率领步兵三千人、骑兵五百人作为全军后卫。当时春水初涨，南齐军队大量到来，舟船和战舰塞满河道。杨播因为北魏各军尚未完全渡过淮河，在淮河南岸严密布阵，亲自站在最后。北魏各军渡过淮河后，齐军云集，围困杨播。杨播于是组成圆阵抵抗，亲自搏杀冲击，杀死很多敌人。交战的第二天，魏军的粮食耗尽，齐军围困更急。魏孝文帝在淮河以北眺望，但没有舟船，无法救援。淮河水势稍退，杨播率领精锐骑兵三百人越过齐军的舟船，大呼道：“现在我要渡过淮河，能交战的人来啊！”齐军无人敢应战，杨播于是保全部众一起渡河。魏孝文帝很赞赏杨播的英勇，赐爵华阴子，杨播很快出任右卫将军。
太和二十二年（498年），杨播跟随魏孝文帝征讨南阳，魏孝文帝派武卫将军宇文福与杨播为前军，魏军在邓城击败崔慧景、萧衍，杨播进号平东将军。当时魏孝文帝在汉江展示军威，于上巳节设置宴会，魏孝文帝与彭城王元勰赌射箭，左卫将军元遥和元勰一组，右卫将军杨播和魏孝文帝一组。元遥射中箭靶正中心，已得满分。魏孝文帝说：“左卫已得满分，右卫不得不停止射击。”杨播回答说:“仰仗皇上的恩德，或许可以一争。”杨播于是弯弓发箭，也是正中靶心。魏孝文帝笑着说:“养由基箭术的精妙，又怎能超过这呢？”魏孝文帝于是举起卮中酒赐给杨播说：“古人用酒来养病，朕现在用酒来嘉奖您的能力，可以说是今古的不同吧。”杨播又跟随魏孝文帝到达悬瓠，因功进爵为伯，又出任太府卿，加平东将军。太和二十三年（499年），杨播出任假节、平西将军，率领三万人前往洛州讨伐巴帅泉荣祖。
景明元年五月甲寅（500年6月27日），北魏的北部边镇遭遇饥荒，杨播出任使持节、兼任侍中大使，出使恒州，慰问抚恤贫寒。景明二年（501年），杨播再度出任左卫将军、华阴伯如故。当年冬天外任使持节、都督并州诸军事、安北将军、并州刺史。杨播情系故乡，坚决推辞，朝廷允许，于是改任命为都督华州诸军事、安西将军、华州刺史、使持节、华阴伯如故。永平二年（509年），杨播出任使持节、都督定州诸军事、安北将军、定州刺史，华阴伯如故。杨播在华州的时候借占百姓的田地，被御史王基弹劾，司徒公高肇又加以诬陷，杨播因此被除去名籍、削除官爵为百姓，杨播于是闭门在家。延昌二年岁次癸巳十一月十六日（513年12月28日），杨播在洛阳县依仁里家中因病去世，虚岁六十一。杨播的儿子杨侃停留杨播的棺木不肯埋葬，申诉多年，延昌三年（514年）冬才权葬于华阴县。延昌四年（515年），高肇被杀，杨播的冤屈才得到审理。熙平元年（516年），魏孝明帝元诩诏令为杨播昭雪，恢复爵位，赠予使持节、镇西将军、雍州刺史，华阴伯如故，谥号莊，熙平元年九月二日丙寅（516年10月13日）葬于华阴县杨家旧墓。

## 其他
当初，尚书令王肃出任扬州刺史，出京暂停在洛阳东亭，朝中显贵都聚集在此，魏宣武帝诏令诸王前去送别，杨播和侄子杨昱同时在践行宴席中。酒酣之后，广阳王元嘉、北海王元详等人与杨播辩论道理，杨播不向他们屈服，元详回头对杨昱说：“您伯父性格刚直，不服道理，大不如您的父亲。”杨昱上前回答说:“杨昱的父亲遇到道德高尚的人就跟从高尚，遇到道德低下的人就跟从低下，伯父遇刚硬就不吐出，遇柔弱也不吞进。”在座的人都叹服杨昱会说话。王肃说：“不是这个公子，怎能彰显二公的美德。”
杨播的家风醇正朴实，都注重仁义礼让，兄弟间相互侍奉，如同父子。杨播性格刚毅，弟弟杨津、杨椿性格谦和，与他人谈话，自称名字。兄弟们白天就在厅堂，整天相对，不曾进入私人房间。凡是得到一个美味的食物，兄弟们不齐集就不吃。杨家厅堂中，常用帐幕隔开，作为睡觉的场所，到了安睡的时候，还一同谈笑。杨家自杨昱以下的晚辈，大多有学问志向，当时的人无不钦佩羡慕。一家之内男女上百人，五服内的亲属共同饮食，家中没有嫌隙，北魏开国以来，只有卢渊兄弟和杨播兄弟如此，当时没有人比得上。

## 家庭

### 祖父
- 杨仲真，河内郡清河郡二郡太守[1]

### 父母
- 杨懿，广平郡太守、选曹给事中、使持节、安南将军、洛州刺史、恒农简公[1]
- 乐浪王氏，幽州刺史、汝南莊公王融之女，封新昌郡君

### 兄弟姐妹
- 杨椿，北魏侍中、车骑大将军、开府仪同三司、太保
- 杨颖，北魏华州别驾
- 杨顺，北魏骠骑将军、左光禄大夫、天柱府长史、三门县伯
- 杨津，北魏使持节、都督并肆燕恒云朔尉汾显九州诸军事、骠骑大将军、并州刺史、北道大行台尚书令
- 杨舒，北魏伏波将军、参太尉高阳王府事
- 杨阿难，追赠中散
- 杨𬀩，北魏安南将军、武卫将军、南北二华州大中正
- 杨氏，司空府参军事元馗之母

### 子女
- 杨侃，次子，北魏侍中、卫将军、金紫光禄大夫、济北郡公

## 延伸阅读
[在维基数据编辑]
 《魏書/卷58》，出自魏收《魏书》
 《北史·卷041》，出自李延壽《北史》